# St-Francis Square
Le St-Francis Square est complexe comprenant trois bâtiments, les BSA Twin Towers, deux gratte-ciel jumeaux de 221 mètres, et un centre commercial, le St-Francis Square Mall, construits en 2011 à Mandaluyong aux Philippines.

## Histoire
L'extérieur du complexe et des tours ont été complétés en 2000, mais en raison de l'arrêt des travaux cette même année, les travaux intérieurs n'ont repris qu'en 2009 pour être complétés en 2011 .